# Monomma pruinosum
Monomma pruinosum là một loài bọ cánh cứng trong họ Zopheridae. Loài này được Champion mô tả khoa học năm 1917.